# Messengers 2: The Scarecrow
Série
Les Messagers
(2007)
Pour plus de détails, voir Fiche technique et Distribution.
Messengers 2: The Scarecrow est un film américain réalisé par Martin Barnewitz, sorti en 2009 en direct-to-video.
C'est une préquelle du film Les Messagers.

## Fiche technique
- Titre : Messengers 2: The Scarecrow
- Réalisation : Martin Barnewitz
- Scénario : Todd Farmer
- Musique : Joseph LoDuca
- Photographie : Lorenzo Senatore
- Montage : Matt Michael
- Production : Andrew Pfeffer, Robert Tapert
- Société de production : Stage 6 Films (en) et Ghost House Pictures
- Société de distribution :
- Pays de production :  États-Unis,  Royaume-Uni et  Bulgarie
- Genre : Horreur
- Durée : 94 minutes
- Dates de sortie : 
  - États-Unis : 21 juillet 2009
  - France : 23 novembre 2010

## Distribution
- Norman Reedus : John Rollins
- Heather Stephens (VF : Sybille Tureau) : Mary Rollins
- Claire Holt : Lindsey Rollins
- Richard Riehle (VF : Vincent Grass) : Jude Weatherby
- Darcy Fowers : Miranda Weatherby
- Matthew McNulty (VF : Yannick Blivet) : le shérif Milton
- Laurence Belcher : Michael Rollins
- Vladimir Yosifov : l'épouvantail
- Todd Jensen : le banquier Chapman
- Michael McCoy : M. Peterson
- Kalina Green : la petite fille
- Erbi Ago (VF : Grégory Quidel) : Randy
- Atanas Srebrev (de) : Tommy

 Source et légende : version française (VF) sur RS Doublage

## Accueil
Cindy White pour IGN donne au film la note de 6/10.